# Elfin de Strathclyde
Elfin de Strathclyde est un prince breton de Strathclyde du VIIe siècle.

## Contexte
Dans la généalogie des rois de Strathclyde ou d’Ath Clut du manuscrit Harleian MS 3859, Elfin est désigné comme le fils de d'Eugein Ier de Strathclyde et le père de Beli II de Strathclyde
Il n'apparaît dans aucune autre source. Il ne semble pas qu'il ait été le successeur de son père. Les Annales d'Ulster relèvent la mort de son frère ou demi-frère et peut-être successeur,Dumngual II de Strathclyde fils attesté d'Eugein Ier en 694.